# 波才
波 才（は さい、? - 184年）は、中国後漢末期の人物。潁川黄巾軍の指揮官の1人。『三国志』には記述がなく、『後漢書』霊帝紀・皇甫嵩伝に記述がある。
184年春、張角の挙兵に呼応し、張曼成・張燕や博陵郡の張牛角らと同時に、それぞれ各地で挙兵した。波才は、潁川郡で朱儁らの官軍を相手に善戦し撃破した。波才はこの機を逃すまいと、籠城する皇甫嵩・朱儁を包囲することに成功し戦いを有利に進めたが、5月に皇甫嵩の強風を利用した火計と曹操の援軍によって大敗を喫した。
後に汝南郡に移ったが、勝ちに乗じた皇甫嵩・朱儁と、当時朱儁の配下にいた孫堅の追撃を受け、再び敗れた。
小説『三国志演義』には登場しない。